# OH/IR星
OH/IR星（おーえいちあいあーるせい、英: OH/IR star, OH-IR source）は赤色巨星の一種で、赤外線星とも呼ばれる赤外線で輝く天体で、OHラジカルの強力なメーザー天体である。
太陽と同程度か少し重い恒星の「漸近巨星分枝星 (AGB star)」の一種で、その過程の中でも終末期に近く惑星状星雲になる直前にあるとされている。